# Nabil Kouki
Nabil Kouki (arabisch نبيل الكوكي, DMG Nabīl al-Kūkī; * 9. März 1970 in Béja) ist ein ehemaliger tunesischer Fußballspieler und heutiger Fußballtrainer. Er ist Cheftrainer des ägyptischen Erstligisten Al Masry SC.

## Spielerkarriere
Er begann seine Karriere bei Olympique Beja und gehörte seit 1990 zur ersten Mannschaft seines Heimatklubs. Er war Teil der Generation, die 1993 mit dem Pokalsieg über AS Marsa (torlos, 3:1 im Elfmeterschießen) den ersten großen Titel in der Vereinsgeschichte holte. 1995 gewann man noch den Supercup, stand im selben Jahr erneut im Finale, verlor dieses aber mit 1:2 gegen CS Sfaxien.
1995 wechselte er zum Club Africain aus Tunis. In seiner ersten Saison 1995/96 gewann er mit dem Klub die Meisterschaft – mit nur einer Niederlage und einer dominanten Leistung. Am Ende hatte man 63 Punkte und lag fünf Punkte vor ES Sahel. Im darauffolgenden Jahr enttäuschte das Team in der Liga und konnte die Erwartungen nicht erfüllen, gelang aber mit dem Sieg in der Arabischen Champions League ein internationaler Titelgewinn. Im Halbfinale bezwang man CS Sfax mit 4:1 im Elfmeterschießen nach einem 2:2 in der regulären Spielzeit. Im Finale besiegte man den ägyptischen Vertreter Al Ahly Kairo mit 2:1.
1998 wurde man nach einer starken Saison Vizemeister hinter dem Stadtrivalen Espérance Tunis. Zwar gab es nur eine Niederlage, doch mit acht Unentschieden verlor man zu viele Punkte. In derselben Saison erreichte man das Endspiel nach einem Sieg im Halbfinale gegen Espérance Tunis. Im Finale traf man auf Koukis Ex-Verein Olympique Beja. Nach einem 1:1 gewann man 4:3 im Elfmeterschießen – Kouki trat dabei den entscheidenden letzten Elfmeter.
1999 wurde man in der zweigeteilten Liga Erster der Gruppe B, landete aber dann im Meisterschafts-Playoff nur auf dem 6. Platz. Im Pokal zog man erneut ins Finale ein, verlor dort aber mit 1:2 nach Verlängerung.
Im Jahr 2000, in der letzten Spielzeit von Nabil Kouki, landete man nur auf dem 5. Platz in der Liga, gewann aber erneut den Pokal. Im Elfmeterschießen besiegte man CS Sfax nach einem torlosen Unentschieden mit 4:2.

## Erfolge

### Als Spieler
- Tunesische Meisterschaft: 1996
- Tunesischer Pokalsieger: 1993, 1998, 2000
- Tunesischer Supercup: 1995
- Arabische Champions League: 1997

### Als Trainer
Als Co-Trainer
- Tunesische Meisterschaft: 2008
- Nordafrikanischer Champions Cup: 2008

Als Cheftrainer
- Finalist des CAF Confederation Cup: 2010
- Algerische Meisterschaft
  - Meister: 2023
  - Vizemeister: 2021